# Associazione Calcistica Dilettantistica Morrone
L'Associazione Calcistica Dilettantistica Morrone (nota semplicemente come Morrone e tradizionalmente come Emilio Morrone), è una società calcistica con sede nella città di Cosenza. Milita in Promozione, la sesta divisione del campionato italiano di calcio.
L'attuale sodalizio è stato fondato nel 2015 in omaggio alla storica compagine fondata nel 1955 e sciolta nel 1993. Il colore sociale è il granata.

## Storia

Una formazione del Morrone 1973-1974, vincitore del campionato calabrese di Promozione e promosso in Serie D.

L'Associazione Calcistica Morrone nasce ufficialmente nel 1955, allorquando i dirigenti della Polindomita (società dilettantistica nata nel 1953 dalla fusione fra Indomita e Politano), decisero per il cambio di denominazione in memoria di Emilio Morrone, portiere cosentino morto a 23 anni a causa di uno scontro di gioco a Scalea, il 19 aprile 1953, durante una partita fra la sua squadra, la S.S. Eugenio Sicilia, e la formazione locale.
Il nuovo sodalizio parte dal campionato di Promozione 1955-1956 e dopo soli cinque anni di militanza nelle categorie regionali conquista la promozione in Serie D. I primi due campionati vengono conclusi in settima posizione, prima di retrocedere in Prima Categoria e riconquistare nuovamente, seppur per un solo anno, la Serie D.
Nel 1970, la Morrone (nel frattempo promossa in Serie D) viene eliminata dal Ponte San Pietro in semifinale di Coppa Italia Dilettanti. Nel 1973 perde invece la finale con lo Jesolo (2-1), dopo aver battuto con lo stesso punteggio in semifinale i lombardi del Sant'Angelo.
Nel 1974 i granata vincono il campionato di Promozione, conquistando la Serie D e rimanendovi per sei stagioni consecutive. In particolar modo, al campionato 1974-1975 risalgono gli unici due storici derby col Cosenza, blasonata prima società cittadina. Entrambe le partite furono giocate allo Stadio San Vito e furono appannaggio del Cosenza: il 6 ottobre 1974, davanti a circa dodicimila spettatori, i rossoblu vincono 1-0. Il medesimo risultato caratterizza la gara di ritorno, disputata il 9 febbraio 1975.
La Morrone disputerà altri tre campionati interregionali a cavallo fra il 1984 e il 1987, prima di interrompere l'attività sociale nel 1993.
Nel 2015 un gruppo di imprenditori locali (Marco Caputo, Marco Chiappetta, Orlando Ruffolo, Riccardo Quintieri) rifonda lo storico sodalizio, ripartendo dal campionato provinciale di Terza Categoria. In soli quattro anni i granata giungono in Eccellenza, vincendo quattro campionati consecutivi, grazie anche all'indotto ed al lavoro certosino svolto dall'Academy. Nel campionato di Promozione 2018-2019, la Morrone conquista il primato recuperando dieci punti di svantaggio alla capolista Sambiase.
Nel 2019, i cosentini raggiungono la finale della Coppa Italia regionale, venendo sconfitti ai rigori dal San Luca, nella finale giocata a Lamezia Terme il 22 dicembre, dopo aver concluso i tempi regolamentari col punteggio di 1-1.

## Colori e simboli

### Colori
Il colore sociale della Morrone è il granata, anche se nei primissimi anni della propria storia la squadra cosentina vestiva una casacca azzurra.

### Simboli ufficiali

#### Stemma
Il richiamo alla storia della città dei Bruzi è anche rintracciabile nel suggestivo logo della nuova squadra: un pallone vintage, che tra le stelle ed una corona di alloro, è puntellato ai bordi da piccoli cerchi. Questo ultimo segno distintivo è un richiamo alla Stauroteca, preziosa croce donata alla città di Cosenza nel 1222 da Federico Secondo di Svevia.

## Strutture

### Stadio
Il campo da gioco della Morrone è il centro sportivo Popilbianco. In passato disputò le proprie gare di campionato presso lo Stadio Emilio Morrone e successivamente presso lo Stadio San Vito.

## Allenatori e presidenti
| Allenatori - 1955-1956 Ubaldo Leonetti (gioc.-allen.) - ? Mihály Vörös - 1972-1973 Giuseppe Ambrogio - 1973-1974 ? - 1974-1975 Francesco Cergoli (1ª-12ª) Giuseppe Ambrogio e Millea (13ª-14ª) Francesco Mazzetti (15ª-34ª) - 1975-1976 Lodi Gyula Zsengellér - 1976-1977 Ridolfo - ? Libero Bompani - ? Canetti - 1977-1978 ? - 1978-1979 Giuseppe Caramanno - 1979-1985 ? - 1985-1986 Diego Giannattasio - 1986-1987 Franco Gagliardi - ?-1993 Antonio De Donato - 1993-2015 società inattiva. - 2015-2016 Antonio De Lio Andrea Spinelli - 2016-2017 Andrea Spinelli - 2017-2018 Andrea Spinelli Lorenzo Stranges - 2018- Lorenzo Stranges | Presidenti - 1955- Francesco Feraco - ? Giorgio Trocini - 1969-1970 Pietro Mancini - 1970-1978 ? - 1978-1979 Elio Spadafora - 1979-1993 Vincenzo Perri - 1993-2015 società inattiva. - 2015-2016 Aldo Russo - 2016-2019 Riccardo Quintieri - 2019- Raffaele Pizzino |

## Palmarès

### Competizioni regionali
- Promozione: 3

1973-1974, 1983-1984, 2018-2019 (girone A)
- Prima Categoria: 2

1959-1960, 2017-2018 (girone B)
- Seconda Categoria: 1

2016-2017 (girone B)

### Competizioni provinciali
- Terza Categoria: 1

2015-2016 (girone C)

## Statistiche e record

### Partecipazione ai campionati
| Livello | Categoria                 | Partecipazioni | Debutto   | Ultima stagione | Totale |
| ------- | ------------------------- | -------------- | --------- | --------------- | ------ |
| 4º      | Serie D                   | 9              | 1960-1961 | 1977-1978       | 9      |
| 5º      | Serie D                   | 2              | 1978-1979 | 1979-1980       | 5      |
| 5º      | Campionato Interregionale | 3              | 1984-1985 | 1986-1987       | 5      |